# Dietrich Behrens
Dietrich Behrens (* 12. Januar 1859 in Sophiengroden; † 18. Dezember 1929 in Gießen) war ein deutscher Romanist.

## Leben
Dietrich Behrens war der Sohn von Bernhard Behrens. Er besuchte die Volksschule in Neugarmssiel und absolvierte das Abitur am Mariengymnasium Jever. Anschließend studierte Behrens ab 1878 Philosophie an der Universität Straßburg, wo er am 19. Juli 1882 zum Doktor der Philosophie promovierte. 1883 wirkte er am Straßburger Gymnasium und habilitierte sich 1884 an der Universität Greifswald als Privatdozent. 1890 ging er als außerordentlicher Professor der neuen Sprachen an die Universität Jena und wechselte 1891 als ordentlicher Professor der romanischen Philologie an die Universität Gießen. In Gießen wurde er 1906 Geheimrat.
Behrens hatte sich vor allem der Erforschung der altfranzösischen Dialekte verschrieben und war gemeinsam mit Heinrich Koerting Herausgeber der „Zeitschrift für neufranzösische Sprache und Literatur“.

## Werke
- Beiträge zur Geschichte der französischen Sprache in England. I: zur Lautlehre der französischen Lehnwörter im Mittelenglischen. Heilbronn 1886
- Grammatikalische und lexikalische Arbeiten über die lebenden Mundarten der langue d'oc und der langue d'ouil. Oppeln 1887
- Über reciproke metathese im romanischen. Greifswald 1888
- Beiträge zur französischen Wortgeschichte und Grammatik. Studien und Kritiken. Halle 1910
- Über deutsches Sprachgut im Französischen. Gießen 1923

Herausgeber
- Eduard Schwan: Grammatik des Altfranzösischen. 7. Aufl. 1907